# Église de San Giacomo di Rialto
L'église Saint-Jacques-du-Rialto ou San Giacometto est une église catholique de Venise, en Italie. Elle est plus connue des Vénitiens sous le nom de San Giacometo. Elle se situe dans le quartier de San Polo, contrada San Zuane de Rialto. Comme le montre son patronyme, elle est distincte de l’église San Giacomo dall'Orio située elle dans le quartier de Santa Croce.

## Historique
La tradition la considère comme la plus ancienne église de Venise. Le début de sa construction date du 25 mars 421, jour dédié à la fête de l'Annonciation qui marquait, à l'époque, le début de l'année pour les Vénitiens. Toujours selon la légende, elle aurait été érigée par un charpentier du nom de Candioto ou Eutinopo qui avait voulu vouer cet édifice à San Giacomo, à la suite d'un incendie. Des études récentes ont montré que l’édifice initial est en fait plus tardif ; par exemple, une donation, datée de 1097, concernant le terrain où elle est érigée, ne fait pas mention de l’église. La première date qui fait une référence sûre remonte à mai 1152, où elle est citée Henricum Navigaiosum plebanum sancti Johaninis et sancti Jacobi de Rivoalto. En 1513, elle échappe, avec quelques dégâts, au grand incendie qui dévaste la zone commerciale voisine et en 1601 le doge Marino Grimani ordonne sa remise en état. Ces travaux sont également l’occasion de protéger plus efficacement l’édifice et le quartier de l’acqua alta (montée des eaux de la lagune).

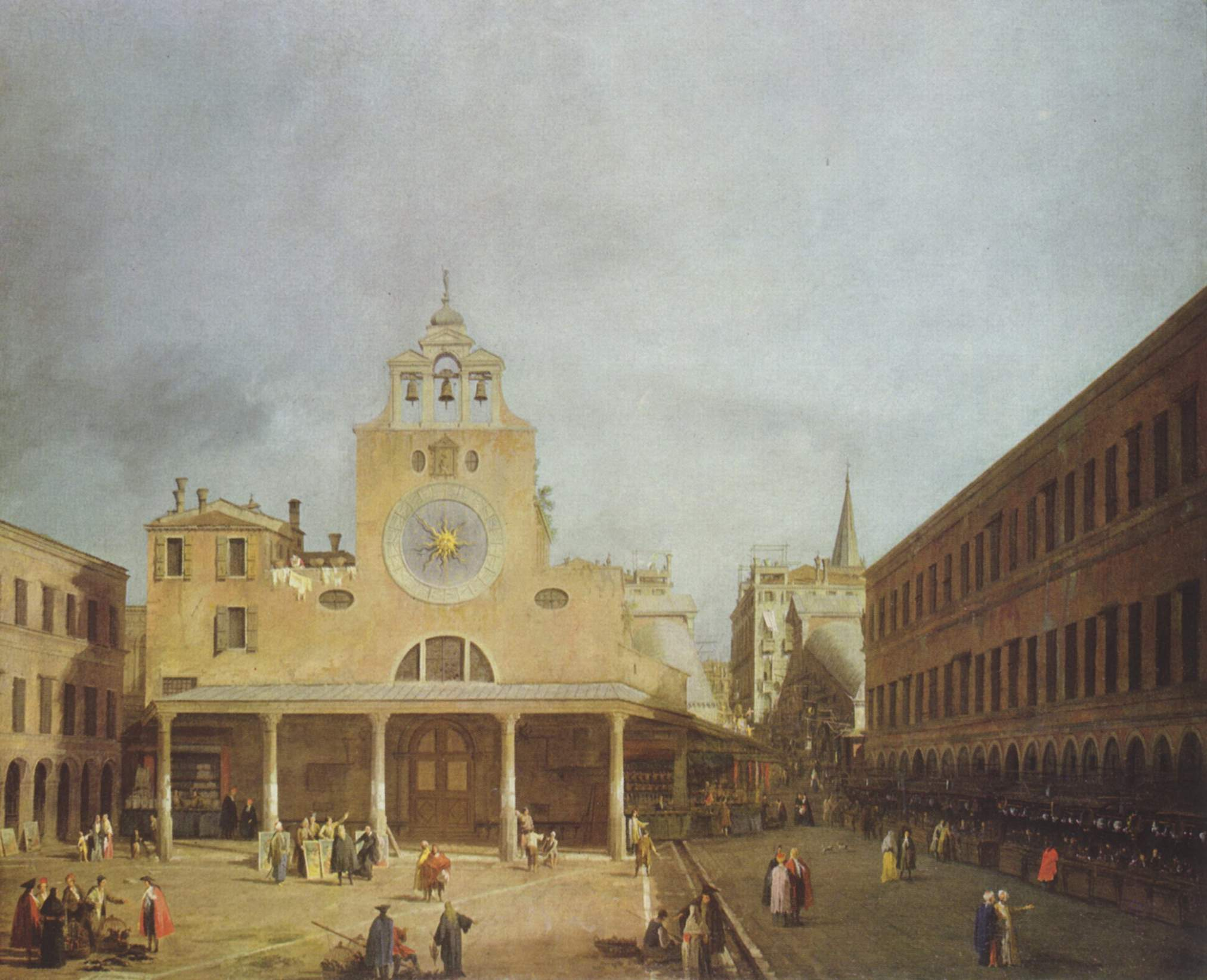
San Giacomo peint par Canaletto au XVIIIe siècle
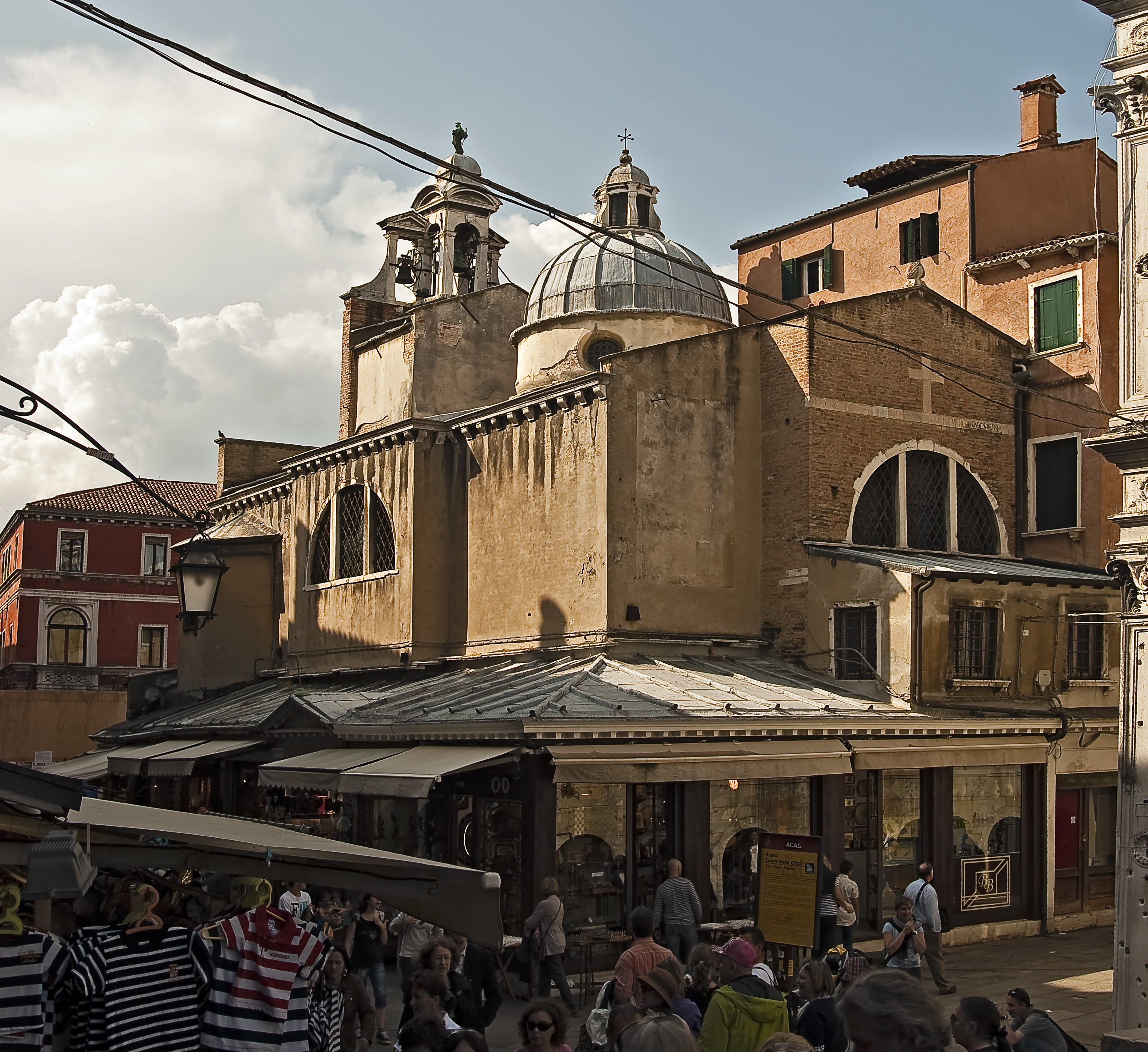
Abside et vue latérale du bâtiment
Le clocher et la coupole
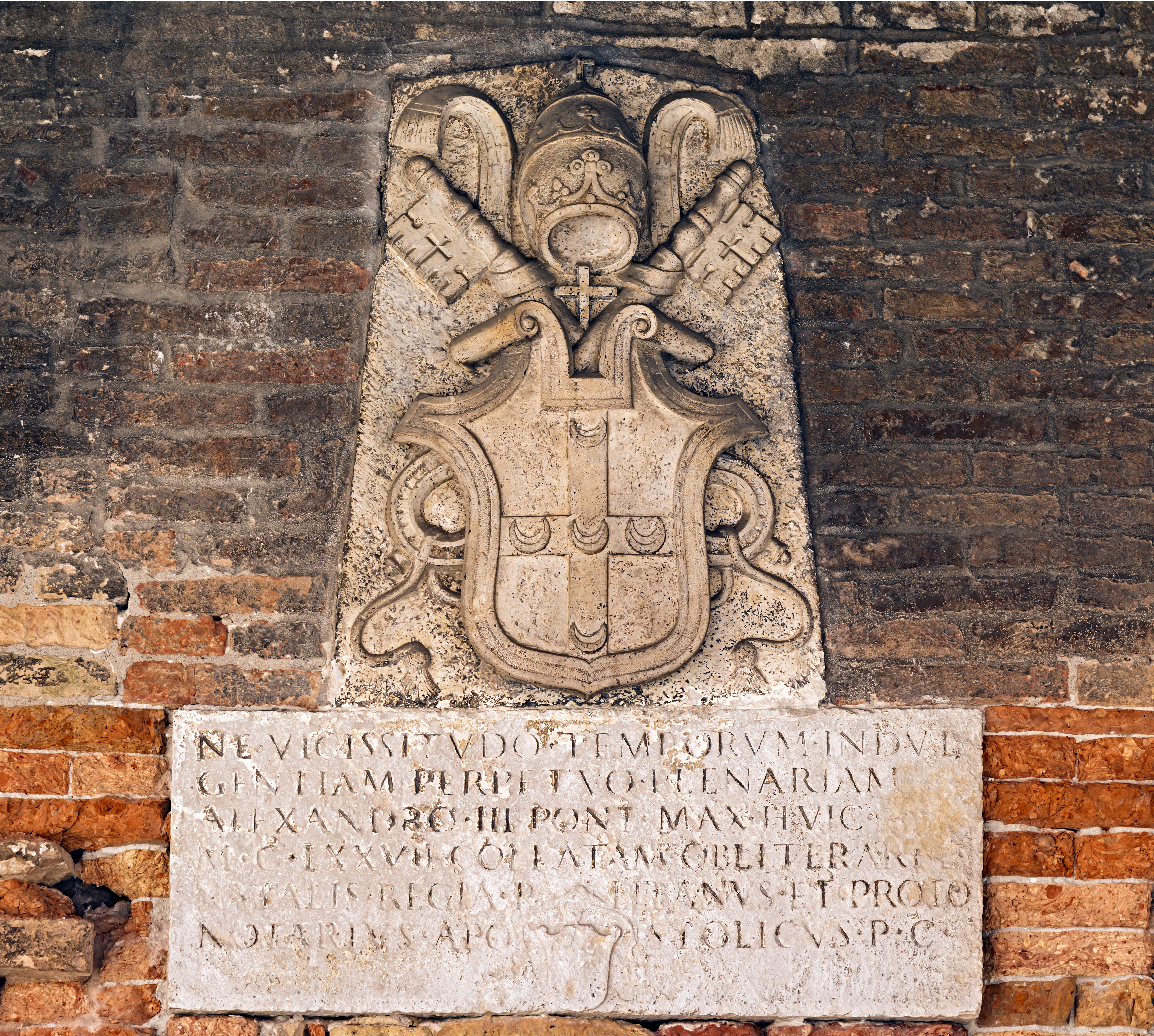
Plaque commémorative d’Alexandre III

## Description

### L’extérieur
Sur chaque côté laissé libre la lumière entre par une grande fenêtre thermale, la partie droite de l’édifice est accolée à une construction profane. La façade de la chapelle absidiale est porteuse d'une croix qui surmonte une inscription qui rappelle aux marchands d'exercer leur profession avec honnêteté.

#### L'horloge

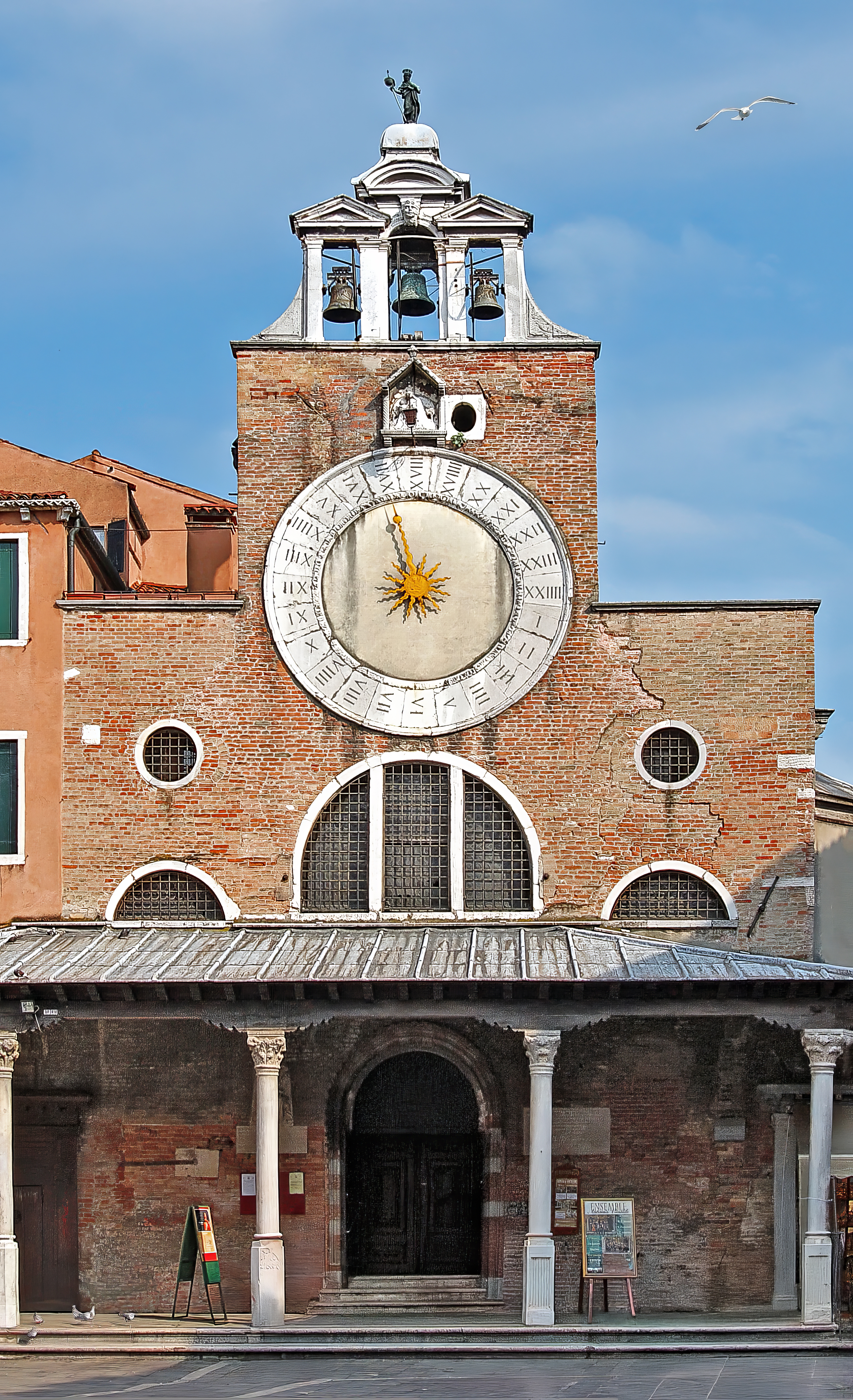
L'horloge

Il se caractérise par  son clocher porteur d’une grande horloge particulièrement utile pour le marché qui s’étale devant l’édifice. Cette horloge, réformée au XVIIIe siècle a été restaurée et remise en place au début du XXe siècle. Sa particularité provient du cadran qui n'est pas divisé en 12 heures mais en 24 heures avec une seule aiguille.

#### Le portique gothique
L'un des derniers exemples de ce genre dans la ville, avec celui de San Nicolò dei Mendicoli. Sur la façade une plaque commémorative des importants indulgences accordées par le pape Alexandre III en 1177, avec les armes de sa famille. L'histoire de l'Église est intimement liée au marché du Rialto, sous le porche et autour du parvis étaient installés les préteurs et banquiers. Les opérations se déroulaient en plein air, sous l'œil des autorités. La légende veut que les premières « traites » aient vu le jour dans ce lieu. Un simple papier qui portait une sommes déterminée résultant d'une créance pouvait  être honorée à vue par un banquier.

### L'intérieur

#### La nef
La nef suit le modèle traditionnel en croix avec un dôme central, imité de la Renaissance.

#### Le maître autel
En 1600, au cours de travaux de rénovation, de l'église de San Giacomo, la scuola dei  ternieri e casaroli (les affineurs de fromage) supplia le doge de leur faire l'honneur de construire un des autels. La construction du maître autel consacré à Saint Jacques, patron de la scuola et dédicataire de l’église leur fut accordée. La statue de saint Jacques a été réalisée par le sculpteur Alessandro Vittoria en 1602.

#### L'autel de droite
L'autel de droite montre une toile de Marco Vecellio (neveu du Titien), L'annonciation.

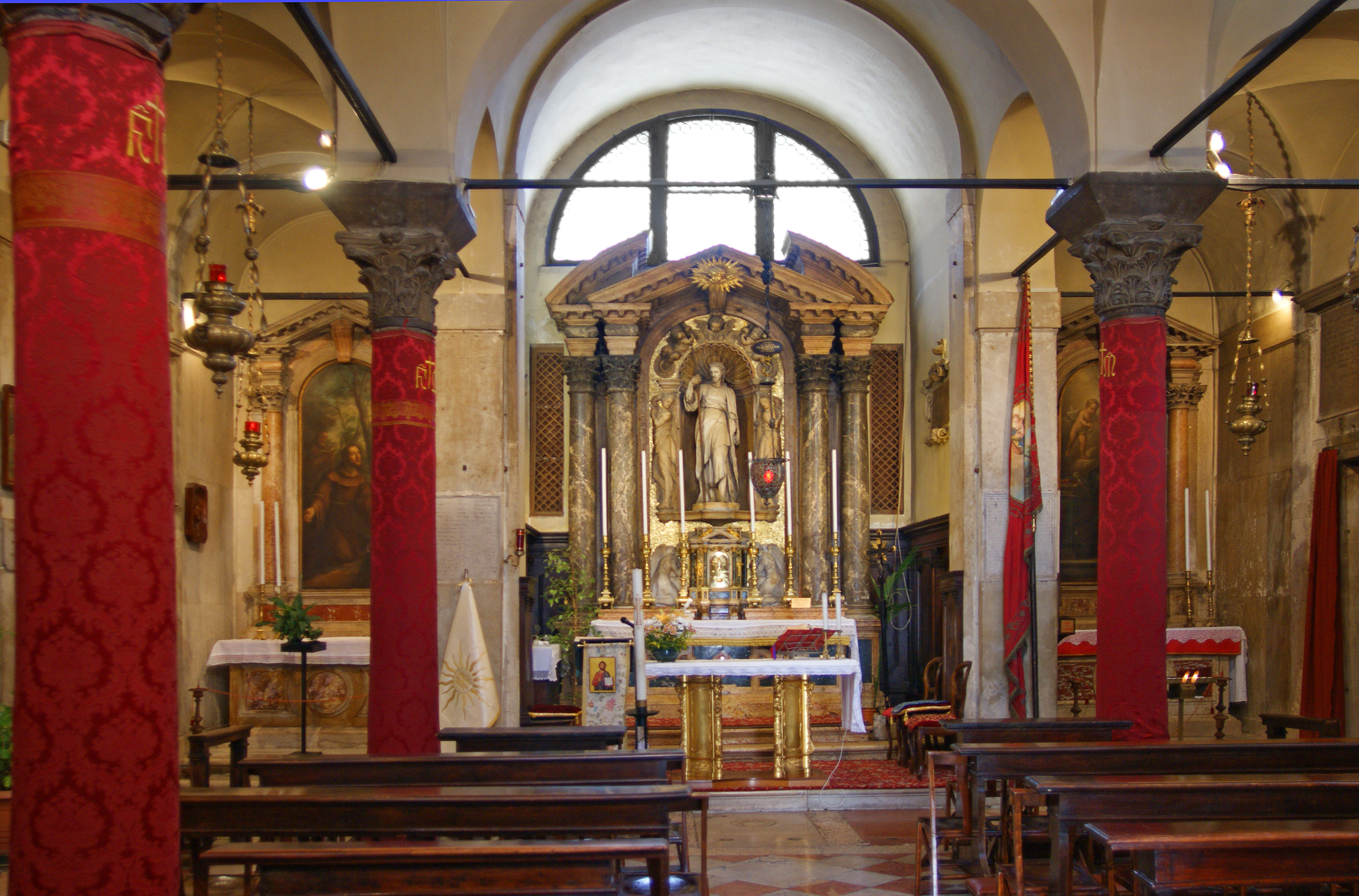
Vue de la nef
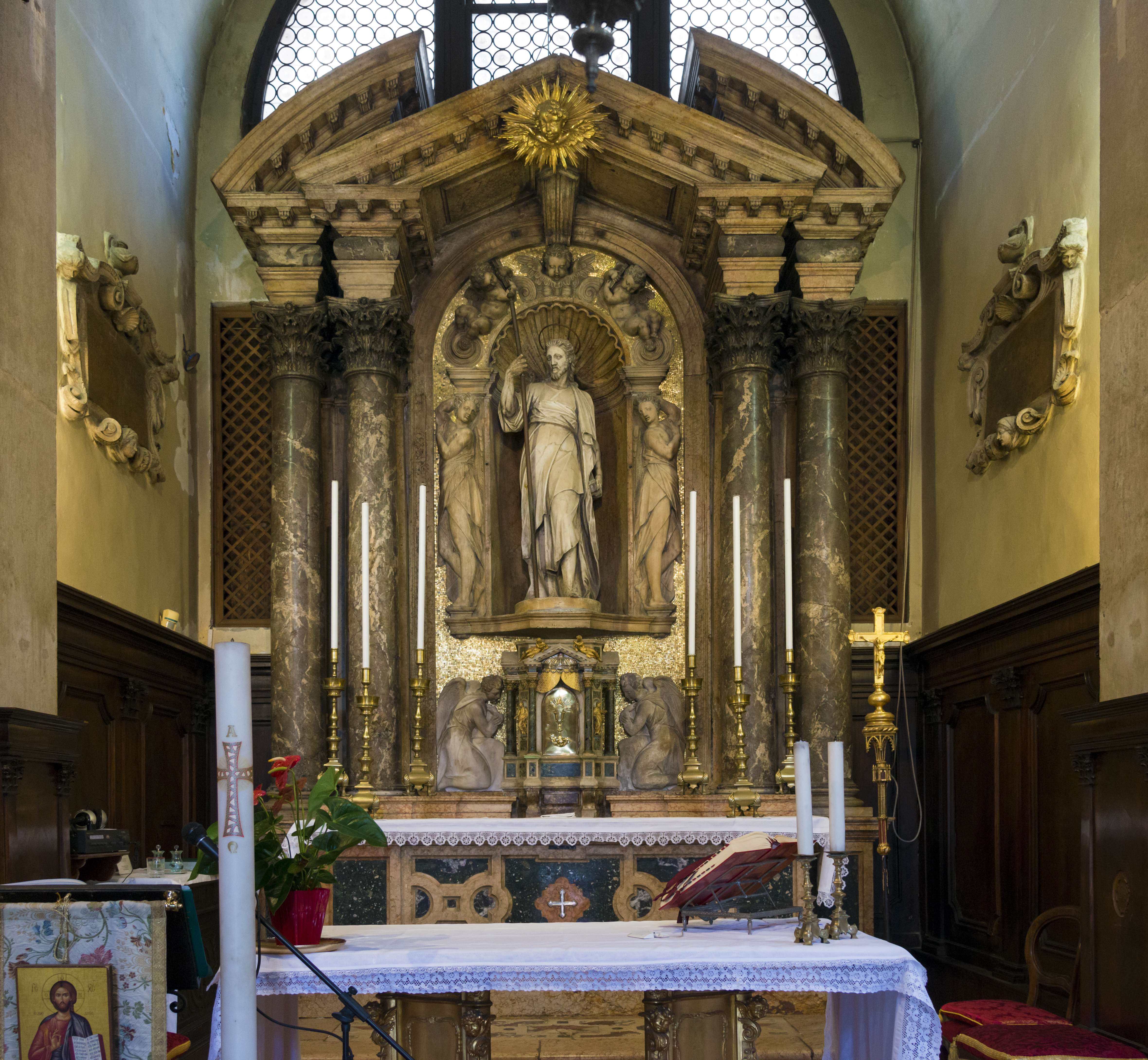
Retable
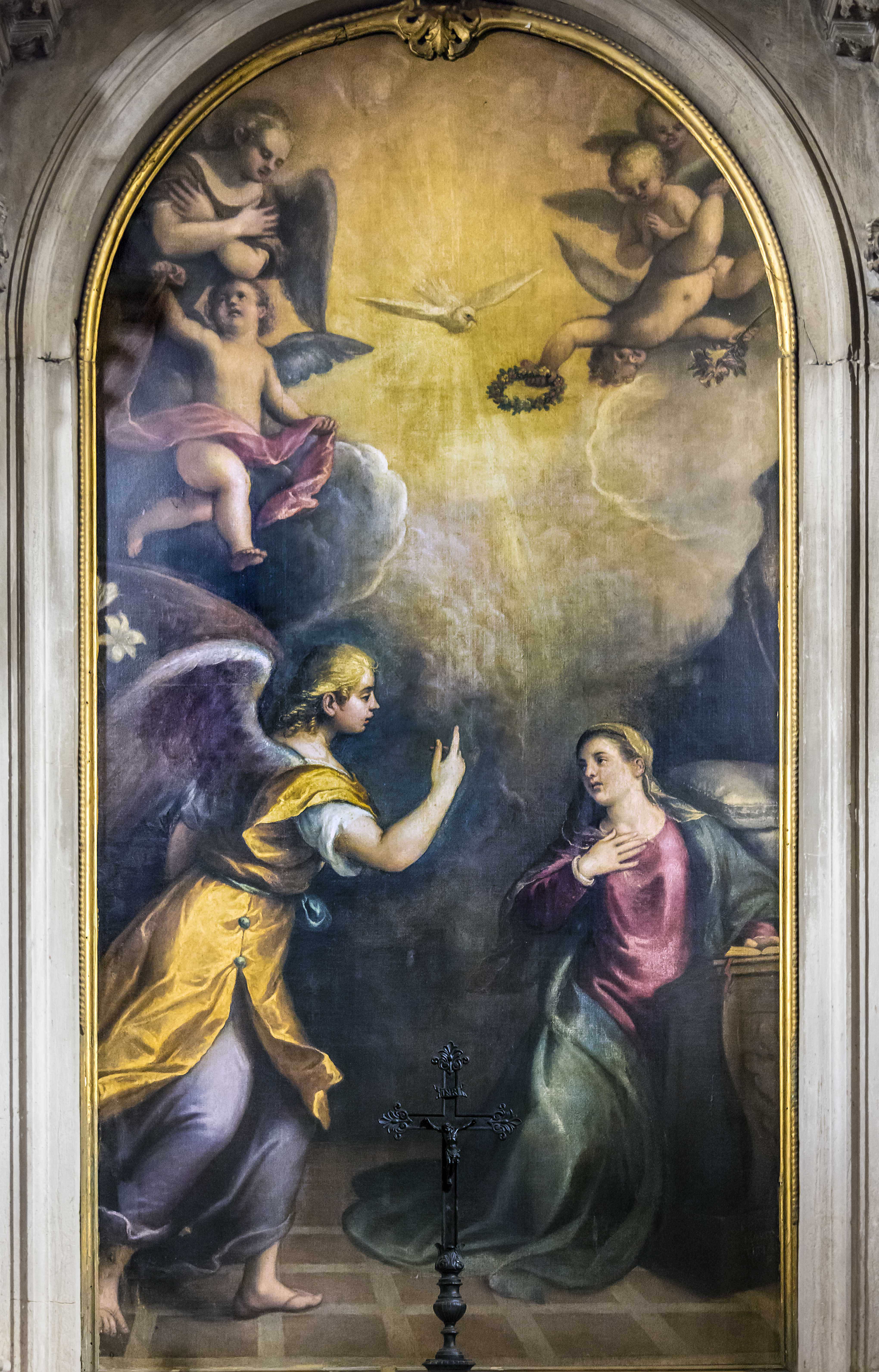
Annonciation par Marco Vecellio